# Coahuayana
Coahuayana là một đô thị thuộc bang Michoacán, México. Năm 2005, dân số của đô thị này là 11632 người.